# Can Cavaller (Blancafort)
Can Cavaller és una obra barroca de Blancafort (Conca de Barberà) protegida com a Bé Cultural d'Interès Local.

## Descripció
Casa senyorial de la família Minguella coneguda popularment com a Can Cavaller. Edifici de tres plantes amb balcons fraccionats al primer pis. Els elements de la façana accentuen la importància de la porta principal, i el balcó més gran resta coronat amb un escut. El darrer pis presenta un conjunt d'obertures circulars que donen llum a les golfes i a l'espai per assecar el gra.